# Mirella Felli
Mirella Felli, pseudonimo di Mirella Carafelli (Roma, 15 giugno 1964 – Roma, 1º agosto 2003), è stata una cantante italiana.

## Carriera
Nella sua carriera discografica quasi decennale venne prodotta da Luigi Piergiovanni e propose generi musicali che spaziano dal melodico alla new wave, dal pop elettronico alla dance, dal rock al metal e anche la lirica. Debuttò nel 1986 con il brano Un'altra estate scritto da Tiziana Rivale e da Piergiovanni. Nonostante la sua bravura non ottenne grande popolarità, sfiorando la partecipazione al Festival di Sanremo 1989 nella sezione Emergenti, con il brano Killer d'amore.
Incise per l'etichetta discografica Interbeat (distribuita da Dischi Ricordi e WEA) alcuni singoli e 4 album, uno dei quali pubblicato anche all'estero, e inoltre una ristampa con l'aggiunta di 3 cover.
Scomparve, ancora giovane nel 2003, per un male incurabile.

## Discografia

### 45 giri
- 1986 Un'altra estate/Nel vento un po' di te
- 1988 Ma che scherzo è/Casanova
- 1989 Killer d'amore/Caroline (Interbeat, INT 872)
- 1990 No secrets/Instrumental (mix inciso con lo pseudonimo di Gioia e contenuto nella colonna sonora del film Vacanze di Natale)

### 33 giri
- 1987 Venere si perderà (pubblicato solo su vinile in Italia e su CD in Germania ed Austria)
- 1989 Carnale (Interbeat, INTL 874)
- 1991 Storie scomode
- 1993 Peligroso
- 1995 Felli (ristampa di Peligroso con l'aggiunta di due cover di Lucio Battisti e Notti per due, cover di Because the night di Patti Smith, già incisa nel 1979 da Anna Oxa)